# Abernethy and Kincardine

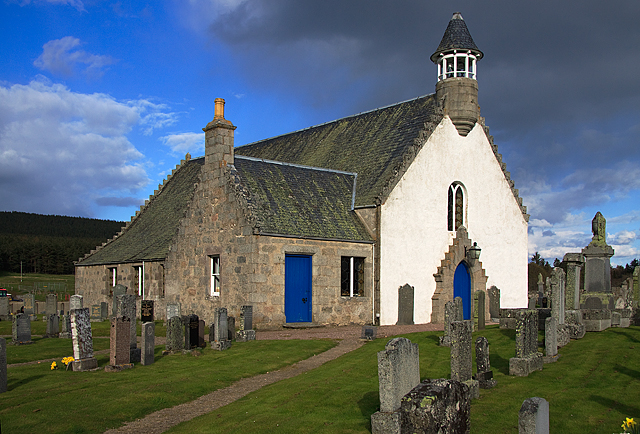
Alte Pfarrkirche von Abernethy

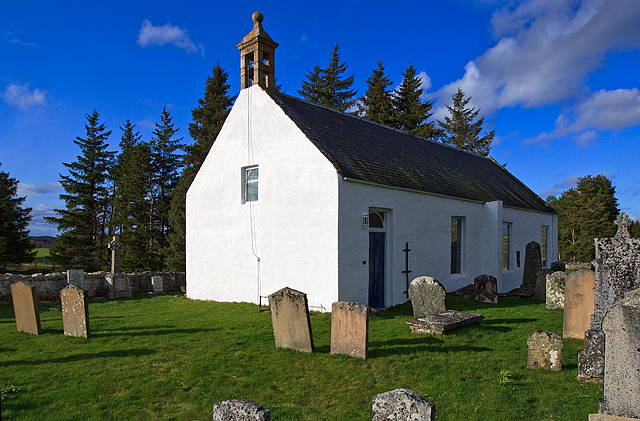
Alte Pfarrkirche von Kincardine

Abernethy and Kincardine ist eine historische Verwaltungseinheit (Civil Parish) im Norden von Schottland. Vom Typ her handelt es sich um eine Gemeinde. Sie lag südöstlich von Inverness in der heutigen Region Highland. In Bezug auf die traditionellen Grafschaften zählte Abernethy and Kincardine zu Inverness-shire. Drei weitere Civil Parishes waren angrenzend: Cromdale, Inverallan and Advie, Duthil and Rothiemurchus sowie Kirkmichael.
Das Gebiet des Civil Parishes hat eine grob rechteckige Form. Die nordwestliche Grenze folgt dem Lauf des Flusses Spey. Der Südosten ist dünner besiedelt, bergig geprägt und reicht in das Gebiet der Cairngorms. Von dort aus in nordwestlicher Richtung in den Spey fließt der Nethy. Historisch teilt er das Parish in zwei Teile, die zu Zeiten der Reformation in eines zusammengefasst wurden: Abernethy im Osten sowie Kincardine im Westen. Dementsprechend bestehen noch zwei Pfarrkirchen: die Church of Abernethy und die Church of Kincardine.
Wichtigste Ortschaft ist Nethy Bridge, zu den weiteren zählen Aviemore, Braemar, Bridge of Brown, Lettoch und Speybridge. Als überregional bekannt gelten die Cairngorm Mountain Railway und das Cairngorm Reindeer Centre. 
Aus dem Civil Parish ging Ende des 20. Jahrhunderts die Community Council Area Nethy Bridge hervor.